# A2 (album)
A2 – drugi solowy album  Violi Brzezińskiej, który ukazał się 8 października 2012 roku.

## Lista utworów
1. Drugie skrzydło
2. Na Marginesie (sł. S. Gajewska, M. Kirczuk, muz. V. Brzezińska, Ł. Kuśmirek)
3. Horyzont (sł. P. Pytlarz, V. Brzezińska, muz. M. Maliszewski, M. Pośpieszalski)
4. Podróż w czasie (sł. M. Maliszewski, muz. M. Riege)
5. Raj (sł. J. Stefańska, muz. M. Riege)
6. Moja Droga (sł. B.Pytlarz, muz. V. Brzezińska, M. Pośpieszalski)
7. Herbata z Miodem (sł. V. Brzezińska, M. Maliszewski, muz. B. Mielczarek)
8. Między wczoraj a jutro (sł. M. Kirczuk, V. Brzezińska, Mate.O Otrzemba, muz. S. Kosiński)
9. Noc (sł. S. Gajewska, muz. M. Kuliberda)
10. Motyl (sł. I Kwiatkowski, muz. V. Brzezińska, G. Hinczewski)
11. Zamglone (sł. P. Pytlarz, muz. V. Brzezińska, M. Pośpieszalski)
12. Spotkamy się (sł. R. Cudzich, muz. J. Wąskowski)
13. Idaho (sł.M. Stawicki, inspiracja V. Brzezińska, muz. V. Brzezińska, M. Maliszewski)
14. Ślady na piasku (muz. i sł. M. Stawicki)

## Twórcy
- Viola Brzezińska – wokal, chórki
- Sławomir Kosiński – gitara elektryczna, gitara, akustyczna
- Michał Maliszewski – gitara elektryczna, gitara, akustyczna
- Marcin Riege – fortepian Fazioli, Wurlitzer piano, Rhodes piano, intr. klawiszowe
- Jacek Leśniewski – perkusja
- Marcin Pospieszalski – git. basowa, skrzypce, chórki, rap ("Na Marginesie")
- Lidia Pospieszalska – chórki, wokaliza ("Noc")
- Tomas Celis Sanchez – instr. perkusyjne
- Jacek Wąsowski – gitary ("Spotkajmy się")

realizacja
- produkcja muzyczna – Marcin Pospieszalski
- realizacja – Patryk Żukowski, Łukasz Olejarczyk, Mateusz Otremba, Piotr "Falko" Rychlec
- mix – Piotr "Falko" Rychlec
- mastering – Leszek Kamiński